# 赖鞍山
赖鞍山（1954年—），福建永定人，汉族，中华人民共和国政治人物、第十一届全国人民代表大会福建地区代表。
毕业于中央党校函授学院党政管理专业，是中共党员。担任龙岩烟草工业公司总经理、龙岩市人才协会会长。2008年起担任全国人大代表。